# Роботска миомектомија
Роботска миомектомија или роботски потпомогнута лапароскопска миомектомија врста је лапароскопске миомектомије, и минимално инвазиван начин за хируршко уклањање фиброида материце. Предности роботском миомектомије су: мањи губитак крви, мањи број компликација, краћи боравак у болници и бржи повратак свакодневним активностима него што је то са отвореном операцијом.
Роботска хирургија може трајати дуже и коштати више од традиционалне лапароскопије, а њени резултати су обично слични.

## Опште информације
Миоми материце су уобичајени бенигни тумори са којима се сусреће 30% жена у репродуктивном добу, а чак и више наком 49 година.   Уобичајени симптоми које пријављују жене које имају миоме су менорагија, притисак или бол у карлици и уринарни симптоми. Такође, фиброиди који заузимају шупљину материце су одговорни за неплодност  и компликације током трудноће, као што су побачаји. Раније дијагнозе и склоност ка одлагању рађања повећале су потребу за техникама које штеде материцу у хируршком лечењу фиброида. Једини хируршки третман који омогућава будуће трудноће је миомектомија, која се може урадити лапаротомијом, лапароскопијом, а од недавно и роботском хирургијом.
Традиционално, миомектомија је извођена лапаротомијом. Опоравак након операције трајао је 4-6 недеља. За разлику од лапаротомије лапароскопска хирургија се обично изводи као амбулантна операција под општом анестезијом и унапредила је гинеколошку хирургију. Студије су показале да лапароскопска миомектомија доводи до ниже стопе морбидитета, бољих резултата анестезије, мањих адхезија и бржег опоравка од лапаротомске миомектомије. Ипак, лапароскопија има и своје границе, јер квалитет шавова и даље остаје неизвестан  и понекад је немогуће оперисати велике, лоше доступне и вишеструке фиброиде.
Роботски потпомогнута лапароскопија представља решење које може да превазиђе одређене границе стандардне лапароскопије, јер омогућава лакше шивање и превазилази границе лапароскопије (приступачност, величина, број фиброида). Његова крива учења је знатно краћа, посебно за сложене процедуре, али су доступни подаци ограничени.

## Индикације
Најчешће индикације за роботску миомектомију су:
Одређене врсте фиброида - код којих ова метода омогућава да се уклоне они фиброиди који се налазе унутар зида материце (интрамурално) или који излазе на спољашњу страну материце (субсерозно).
Мањи фиброиди или ограничен број фиброида- јер су резови који се користе у роботској миомектомији такви да ову методу чине најбољом за мање фиброиде материце, које је лакше могу извадити.
Фиброиди материце који изазивају хронични бол или тешко крварење, овом методом се могу сигурније и ефикасније уклонити.

## Поступак
За обављање операција  најчешће се користи роботски систем са четири руке. Након увођења у општу анестезију, пацијент је стављен у дорзални положај као за литотомију. Након позиционирања материце помоћу интраутерине каниле праве се три до четири стандардна реза од 0,7 цм (у зависности од техничке тежине операције) на кожи трбуха и кроз њих умећу портови за камеру робота и хватаљке инструмената. Робот се затим фиксиран: торањ, који садржи четири роботове руке - три које могу да држе хируршке инструменте (монополарне маказе, биполарну хируршку стезаљку, држаче игала) и четврту која држи 3-Д камеру система, поставља се директно изнад пацијента. Током операције ове руке контролише компјутер који тачно реплицира покрете хирурга са џојстика. Хирург који седи иза конзоле управља контролама робота док јистовремено гледа у стереоскопски монитор који пружа 3-Д приказ хируршке локације. Четири руке робота манипулисане су маневрисањем са два главна џојстика до прецизности покрета на врху прста. Хирург је такође има приступ ножним педалама које му пружају додатне опције, као што је могућност пребацивања између два различита извора енергије. 
Сама роботски потпомогнута лапароскопска миомектомија се изводи помоћу монополарних маказа и биполарног уређаја за хватање, док се понекад користи и четврта рука робота за тракцију миома. Након реза у материци, фиброид се режи и вади из околног ткива материце. Коначно, материца се зашива пре уклањања робота.

## Компликације
Роботска миомектомија има ниску стопу компликација, а могући ризици могу укључивати:
Прекомерни губитак крви - који се може јавити и поред тога што током роботске миомектомије, хирурзи предузимају додатне кораке како би избегли прекомерно крварење, укључујући блокирање протока из артерија материце и убризгавање лекова око фиброида како би се крвни судови стезали.
Инфекција - као и код свих операција једна од могућих, али најчешче ретких ризика.